# Hercule de Conigan de Cangé
Hercule de Conigan de Cangé, dit le « chevalier de Cangé », né en 1594 à Saint-Avertin en Touraine et tué à la bataille de Barcelone le 1er juillet 1642, est un officier de marine français des XVIe et XVIIe siècles. Il termine sa carrière avec le grade de chef d'escadre, et vice-amiral des vaisseaux de la flotte du Levant. Il trouve une mort héroïque en refusant d'abandonner son navire en feu.

## Biographie

### Origines et famille
Hercule Conigan de Cangé descend d'une famille d'origine écossaise, établie en France depuis le XVe siècle et anoblie. Son aïeul, Robert Cunningham (le nom sera par la suite francisé en Conigan), meurt au siège de Liège, sous les yeux de Louis XI. Il est le troisième fils d'Antoine de Conigan de Cangé, lieutenant du duc de Montbazon, au gouvernement des ville et citadelle d'Amiens, et de sa femme Jeanne Boudet. Ses parents se marient le 29 septembre 1592 ; de cette union naissent quatre enfants :
- Louys de Conyghan, seigneur de Cangé et de Rodon ;
- Roger de Conyghan, abbé de Sainte-Marie de Pornic en Bretagne, prieur de Jean du Grez
- Hercule de Conyghan ;
- Françoise de Conyghan, mariée au seigneur de Contade, sans descendance ;

### Carrière dans la Marine
Comme beaucoup de fils cadets des familles nobles, il a le choix entre l'armée et les ordres. Il est reçu dans l'ordre de Saint-Jean de Jérusalem le 15 octobre 1615, dans le grand prieuré d'Aquitaine. Il effectue ses caravanes sur l'île avant de rentrer en France et de quitter l'Ordre pour intégrer la Marine royale. Il reçoit une commission de capitaine de vaisseau en 1626. En 1627-1628, il se bat au siège de La Rochelle contre les Rochelais révoltés. Il commande alors l'Hercule.
Entre mai et décembre 1629, il reçoit le commandement du vaisseau Le Cygne (ou Le Signe), puis à nouveau en 1636. Le chevalier de Cangé se distingue au commandement de la Licorne à la victoire de Getaria remportée par le Cardinal de Sourdis, le 22 août 1638, pendant la guerre de Trente Ans. Il est par la suite vice-amiral des vaisseaux de la flotte du Levant. 
Il est tué à la bataille de Barcelone, remportée par le marquis de Maillé-Brézé, le 1er juillet 1642. Ce jour-là, le chevalier de Cangé commande le Galion de Guise, de 48 canons, un magnifique bâtiment « enrichi de dorures de la poupe au phanal ». Chef d'escadre de Provence, il a sous ses ordres toute la division d'avant-garde française. Il se bat successivement contre 3 puis 5 galions espagnols. Il est isolé du reste de la flotte et attaqué par le Nuestra Señora de la Asuncion y Santiago (60 canons, 1 140 tonneaux, capitana real) et le Magdalena (34 canons, 650 tonneaux) ainsi qu'un autre galion. Les trois bâtiments ennemis s'acharnent contre le Galion de Guise. Le Chevalier de Cangé résiste, un des vaisseaux français tente de faire sauter l'étau d'acier, il est obligé de battre en retraite. Le chevalier de Cangé ordonne alors de concentrer les tirs sur le Magdelena et va l'aborder. C'est à ce moment que le brûlot français, le Marsay tente d'accrocher le Magdalena pour le faire sauter. Cependant, le brûlot dévie de sa route et accroche le Galion de Guise qui prend feu instantanément. Le Chevalier de Cangé, le bras rompu par un coup de mousquet préfère mourir sur son vaisseau que de l'abandonner, conformément au Règlement rédigé par La Porte et Mantin. Tandis qu'il flambe comme une torche, Cangé presse son monde de le quitter, mais lui-même refuse de l'abandonner. Quarante hommes parviennent à embarquer sur des canots sur les 540 que comptait l'équipage. Le Magdalena s'embrasera aussi dans l'incendie et coulera.

## Honneurs et postérité
Des vers sont composés peu de temps après pour célébrer sa mort héroïque, :

### Sources et bibliographie
: document utilisé comme source pour la rédaction de cet article.
- Jean-Baptiste de L'Hermite-Souliers, Inventaire de l'histoire genealogique de la noblesse de Touraine et pays circonvoisins, Alliot, 1669 (lire en ligne), p. 159.
- Abbé Vertot, Histoire des Chevaliers Malte, vol. 7, Louis Janet, 1819 (lire en ligne), p. 338.
- Jean-Louis Chalmel, Histoire de Touraine depuis la conquête des Gaules par les Romains, jusqu'à l'année 1790, Paris, H. Fournier, 1828 (lire en ligne), p. 119.
- Léon Guérin, Histoire maritime de France, vol. 1, A. Ledoux, 1863 (lire en ligne).
- Michel Francisque, Les Écossais en France et les Français en Écosse, Paris, Franck, 1862 (lire en ligne), p. 233.
- Claude Petiet, Le bailli de Forbin : lieutenant général des galères : un chevalier de Malte dans la marine de Louis XIII, Fernand Lanore, 2003, 388 p. (lire en ligne), p. 369.